# Ульбашев, Келлет Эльмурзаевич
 Келлет Эльмурзаевич Ульбашев (карач.-балк. Улбашланы Эльмурзаны жашы Келлет; 27 сентября 1884, с. Шаурдат, Черекский район, Кабардино-Балкарская АССР, РСФСР, СССР — 15 октября 1938, Алтайский Край) — советский партийный и государственный деятель. Воинское звание: младший урядник русской армии. Репрессирован, реабилитирован посмертно.

## Биография
- 1884 — родился в селении Шаурдат в Черекском ущелье. По национальности балкарец.
- 1918 — командир партизанского отряда в Терской области.
- 1919 — член РКП(б.)
- 1920 — председатель Революционного комитета села Верхняя Балкария, Терская область.
- 1921 — начальник Рабоче-крестьянской милиции Балкарского окружного отделения ВЧК.
- 1924 — 1926 — судья V-го участка Балкарского округа, Кабардино-Балкарская автономная область.
- 1928—1930 — председатель Исполнительного комитета Балкарского окружного Совета (Кабардино-Балкарская автономная область).
- 1930 — 1934 — председатель Исполнительного комитета Кабардино-Балкарского областного Совета[4].
- 1934 — май 1935 — зам. начальника Кабардино-Балкарского областного земельного отдела.
- 31 мая 1935 — арест
- 28 января 1936 — приговорён к 10-ти годам лагерей[5].
- 15 октября 1938 — умер в Сибирском исправительно-трудовом лагере, Алтайский край.

## Награды
Награждён Георгиевскими крестами III-й и IV-й степени, был представлен ко II-й степени.

## Семья
Жена — Желод Евчеевна (1879 — до 1957).
Дочери: Айшат (1923 г. р.), Аскерхан (1926 г. р.), Аминат (1932 г. р.), Женя (1934 — до 1957), Мария

## Память
Именем Ульбашева Келлета названа улица в п. Хасанья, Кабардино-Балкария.